# Mauro Martini
Pour les articles homonymes, voir Martini.
Mauro Martini est un pilote automobile italien né le 17 mai 1964.

## Carrière
- 1987 : Championnat d'Italie de Formule 3, 3e
- 1988 : Championnat d'Italie de Formule 3, 2e
- 1989 : Championnat du Japon de Formule 3000, 7e
- 1990 : Championnat du Japon de Formule 3000, 3e
- 1991 : Championnat du Japon de Formule 3000, 8e
- 1992 : Championnat du Japon de Formule 3000, champion
- 1993 : Championnat du Japon de Formule 3000, 10e
- 1994 : Championnat du Japon de Formule 3000, 5e
  - 24 heures du Mans catégorie GT1, vainqueur
- 1995 : Championnat du Japon de Formule 3000, 5e
  - 24 heures du Mans catégorie GT1, 8e
- 1996 : 2 courses en Global GT championship
  - 24 heures du Mans catégorie GT1, 15e
- 1997 : 3 courses en FIA GT